# Ave
Ave (а́ве, с лат. — «здравствуй»; IPA: класс. [ˈaweː], церк. [ˈave]) — латинская фраза, которую римляне использовали в качестве приветствия. Фраза представляет собой повелительную форму от глагола avere («здравствовать»).
- Термин использовали во время приветствия Цезаря или других чиновников. Гай Светоний Транквилл писал, что римские гладиаторы перед боем обращались к Цезарю со словами «Ave Caesar! Morituri te salutant!» (в переводе с латыни «Аве Цезарь, идущие на смерть приветствуют тебя!»).
- Текст католической молитвы к Деве Марии начинается со слов «Ave Maria». В православии этой молитве соответствует Песнь Пресвятой Богородице, начинающаяся со слов «Богородице Дево, радуйся», по греческому православному образцу «Θεοτόκε Παρθένε, χαῖρε, κεχαριτωμένη Μαρία», взятому из евангельского текста «радуйся, Благодатная! Господь с Тобою».
- В Новом Завете Евангелии от Матфея «И тотчас подойдя к Иисусу сказал: радуйся, Равви́[2]! И поцеловал Его[3]» (Матф. 26:49).